# 3185 Clintford
3185 Clintford је астероид главног астероидног појаса са средњом удаљеношћу од Сунца која износи 2,365 астрономских јединица (АЈ).
Апсолутна магнитуда астероида је 14,0.